# Мадсен, Лассе
Лассе Бруун Мадсен (дат. Lasse Bruun Madsen; род. 19 марта 2005) — датский футболист, полузащитник шведского «Хеккена».

## Клубная карьера
Начинал заниматься футболом в «Орхусе», откуда в 2023 году перешёл в юношескую команду «Силькеборга». В июне 2024 года подписал с клубом однолетний контракт, продолжив выступать за молодёжный состав.
8 июля 2025 года перешёл в шведский «Хеккен», с которым подписал контракт на полтора года. 13 июля во встрече с «Хальмстадом» дебютировал в чемпионате Швеции, заменив на 60-й минуте Юлиуса Линдберга.

## Клубная статистика
| Выступление      | Выступление      | Выступление      | Лига | Лига | Кубки | Кубки | Конт. кубки | Конт. кубки | Итого | Итого |
| Клуб             | Лига             | Сезон            | Игры | Голы | Игры  | Голы  | Игры        | Голы        | Игры  | Голы  |
| ---------------- | ---------------- | ---------------- | ---- | ---- | ----- | ----- | ----------- | ----------- | ----- | ----- |
| Хеккен           | Алльсвенскан     | 2025             | 1    | 0    | 0     | 0     | 0           | 0           | 1     | 0     |
| Хеккен           | Итого            | Итого            | 1    | 0    | 0     | 0     | 0           | 0           | 1     | 0     |
| Всего за карьеру | Всего за карьеру | Всего за карьеру | 1    | 0    | 0     | 0     | 0           | 0           | 1     | 0     |